# Жорж дьо Ла Тур
Жорж дьо Ла Тур (на френски: Georges de La Tour) е художник от Лотарингия, майстор на светлосенките, последовател на Караваджо. През XVIII и XIX век неговото име е забравено и отново става популярно през ХХ век.

## Биография
Жорж дьо Ла Тур е роден на 13 (или възможно на 19) март 1593 г. Той е вторият син от седемте деца на пекар. Няма данни за неговото детство и юношество. През 1618 г. се жени за Диане Ле Нерф, дъщеря на финансов съветник на херцога на Лотарингия. В документ е споменат като официален художник на Луи VIII. Рисува картини с религиозни и светски сюжети.
Характерни за неговите картини са строгата геометрическа композиция. Художникът обича да изобразява библейски персонажи, облечени в дрехите на бедняци и селяни и да осветява композицията с една-единствена свещ.

## Галерия
- Chiaroscuro scenes
- „Йов, осмиван от жена си“, c. 1625 – 1650
- Сънят на свети Йосиф, c. 1628 – 1645, Музей за изящни изкуства в Нант
- Магдалена с пушещия пламък, c. 1640, Музей на изкуството в Лос Анджелис
- Света Ирина, грижеща се за свети Себастиан, 1649, Parish Broglie France
- Рождество, 1644, Лувър
- Новороденият Христос, c. 1645 – 1648, Музей за изящни изкуства в Рен
- Отричането на свети Петър, 1651
- Обучението на Девата
- „Пушачът“
- Ловецът на бълхи
- Свети Андрей
- Каещата се Магдалена

- Други
- Свирачът на Hurdy-Gurdy, c. 1610 – 1630, Прадо
- Портрет на стар мъж, c. 1624 – 1650, Възпоменателен музей „М. Х. де Янг“, Сан Франциско
- Портрет на стара жена, c. 1624 – 1650, Възпоменателен музей „М. Х. де Янг“, Сан Франциско
- Йероним Блажени, c. 1630 – 1632, Национален музей на Швеция, Стокхолм